# Arantey
Arantei (o San Pedro de Arantei) es una parroquia perteneciente a Salvatierra de Miño, provincia de Pontevedra, Galicia, España. Linda al norte con Cabreira, este con el río Miño (y con Portugal, por tanto), el río Tea y la capital del municipio, al sur con Porto y al oeste con las parroquias de Entenza, y Soutelo, del municipio de Salceda de Caselas y con la parroquia tudense de Caldelas de Tuy, todas al otro lado del río Caselas.
Con una población que ronda los 500 habitantes, es tierra de afamados vinos (pertenecientes a la denominación de origen Rías Baixas, subzona Condado do Tea entre los cuales podemos destacar el Albariño y Treixadura.
Sus industrias principales, además de la enológica, con grandes bodegas como La Val o Fillaboa incluyen la industria maderera y la torrefacción de cafés.
Además de las pesqueiras y estacadas de los ríos Tea y Miño, se pueden ver el escudo nobiliario del pazo de O Souto y la iglesia de San Pedro, del siglo XVIII.
En la parroquia además hay equipo de fútbol sala y una sociedad cultural. 
Uno de los barrios se llama Agrela.